# 崔元泽
崔元澤（1895年—1973年），化名金聲德、徐相弼、石樵，北韓政治家，國內派人，官至最高人民會議議長、朝鮮勞動黨中央委員。

## 生平

### 早年
崔元澤出生於慶尚北道大邱市，創氏改名法令通過後，他曾被易名為林源太郎。此外，他有一兄長，名為崔春澤，也是朝鮮共產黨人。

### 從政
1923年，崔元澤加入朝鮮共產黨總局，並負責處理大邱市的事務。同年，他還加入了社會主義組織尙微會。翌年，他又先後加入新興年青同盟、大邱青年會和朝鮮青年總同盟，並成為朝鮮勞動農民總同盟的中央執行委員。1926年，他被反對共產主義和社會主義的日本殖民地政府追捕。為此，他曾逃到上海，但在翌年返國後還是被逮捕，並在1928年被判入獄6年。出獄後，他曾開設洗衣店為生。
1945年，日本投降，二戰結束，崔元澤先加入建國同盟，並成為該組織的軍事委員會委員。在同年9月，他被反對共產主義的南韓追捕，並被收監11個月。翌年，獲提前出獄的他當選南朝鲜劳动党的議長。1948年，他當選為最高人民會議代議員。其後，他選擇投奔北韓。1953年8月，即韓戰結束不久後，國內派首領李承燁被時任最高領導人金日成指控為顛覆政府的間諜，金午星、朴憲永、安基成等人也因而被除去黨中央委員職務，崔元澤從而能取代他們成為新一任的黨中央委員。同年10月，他被委任為最高人民會議常任委員長。1957年，他晉升為議長。

### 晚年
1961年，他成為祖國和平統一委員會常務委員。1964年3月，他以最高人民會議議長的身份訪問印尼和斯里蘭卡等國。1970年，他連任黨中央委員一職。1973年去世。

## 資料來源
1. 1 2 3 4 5 6 7  최원택 （页面存档备份，存于）
2. ↑  간도공산당사건[永久]